# Planfließ
Das Planfließ ist ein Bach in Brandenburg und windet sich als Mäander bis zu seiner Mündung in den Großen Treppelsee. Vor seiner Einmündung in den Großen Treppelsee durchfloss er eine ehemalige Pferdehutung, den sogenannten (Pferde-) Plan, daher der Name Planfließ.

## Verlauf
Der Bach entspringt mehreren Quellen, eine befindet sich nordwestlich von Fünfeichen, auf halber Strecke nach Siehdichum, welches namensgebend für die heutige Gemeinde Siehdichum war.
Aus den mit Erlen bestandenen Feuchtwiesen südlich des Förstereiweges nimmt er seinen Weg in die Teichen, welche bereits im Mittelalter genutzt wurden, um den Bach zu stauen. Vom Südufer des Fünfeichener Mühlenteiches in Richtung des Ortes befindet sich eine zweite Quelle. Diese vereinigt ihren Lauf mit dem Planfließ, welcher aus dem Teich kommt, und fließt nun Richtung Bremsdorfer Mühlenteiche.
Die Quellen lassen sich nicht eindeutig ausmachen, da der Bach anscheinend einen teilweise unterirdischen Lauf nimmt, um immer einmal an die Oberfläche zu kommen, denn innerhalb Fünfeichens finden sich Gräben, welche auf die zweite Quelle direkt zulaufen, aber wieder versickern. Auch in Bremsdorf finden sich einige Kleinstgewässer und Quellen, welche sich mit dem Planfließ vereinigen. Am Alten Mühlteich stand einst eine Schneidemühle, welche jedoch im Dreißigjährigen Krieg zerstört wurde.
Auf seinem gewundenen Lauf führt er in den Graben vom Treppelsee, welcher in den Stillen Treppelsee, auch Schafwäsche genannt, östlich des Großen Treppelsee gelegen, mündet. Südöstlich des Stillen Treppelsees erreicht das Fließ dann das Ostufer des Großen Treppelsees. Es befindet sich außerdem ein kleiner Nebenarm mit seiner Mündung etwas südlich dieser Stelle. Auf Grund seiner häufig wechselnden Fließgeschwindigkeit verlagerte der Bach seinen Lauf einige Male, diese Verlagerung führt zu Altarmen.

## Natur
Die Quellwiesen sind der Lebensraum verschiedener Pflanzen, wie Bitteres Schaumkraut, Flutender Schwaden, Milzkraut und Sumpfdotterblume, aber auch von Tieren, wie Großer Schillerfalter, Eisvogel oder Zaunkönig.